# Paul C. Yang
Paul Chien-Ping Yang (* 1947 in Changhua, Taiwan) ist ein chinesisch-US-amerikanischer Mathematiker.
Yang wurde 1973 bei Hung-Tsi Wu an der University of California, Berkeley, promoviert (On a holomorphic differential equation). Er war Assistant Professor an der University of Maryland und später Professor an der Princeton University.
1976/77 war er am Institute for Advanced Study. Er ist Fellow der American Mathematical Society. 1980 erhielt er ein Forschungsstipendium der Alfred P. Sloan Foundation (Sloan Research Fellowship).
Er befasst sich mit (komplexer bzw. konformer) Differentialgeometrie.
Er ist mit der Mathematikerin Sun-Yung Alice Chang verheiratet, mit der er auch viel publizierte. 2002 hielten sie gemeinsam einen Plenarvortrag auf dem ICM in Peking (Nonlinear partial differential equations in conformal geometry).

## Schriften
- mit Yum-Tong Siu Compact Kaehler-Einstein surfaces with negative bisectional curvature, Inventions Mathematicae, Band 64, 1981, S. 471–487
- mit A. Chang Extremal metrics of zeta-function determinants on 4-manifolds, Annals of Mathematics, 142, 1995, 171–212
- mit Chang, Quing Compactification of a class of conformally flat 4-manifolds, Inventiones Mathematicae, 142, 2000, 65–93
- mit Chang, Gursky An equation of Monge-Ampere Type in conformal geometry, and 4-manifolds of positive Ricci-curvature, Annals of Mathematics, 155, 2002, 709–787.